# Yokkaichi Challenger
Lo Yokkaichi Challenger è un torneo professionistico di tennis giocato sul cemento, che fa parte dell'ATP Challenger Tour. Si è giocata la prima edizione nel 2019 allo Yokkaichi Tennis Center di Yokkaichi, in Giappone.

## Albo d'oro

### Singolare
| Anno       | Campione        | Finalista                | Punteggio        |
| ---------- | --------------- | ------------------------ | ---------------- |
| 2024       | Rei Sakamoto    | Christoph Negritu        | 1–6, 6–3, 6–4    |
| 2023       | Zizou Bergs     | Michael Mmoh             | 6–2, 7–6(2)      |
| 2022       | Yosuke Watanuki | Frederico Ferreira Silva | 6–2, 6–2         |
| 2021- 2020 | Non disputato   | Non disputato            | Non disputato    |
| 2019       | Yūichi Sugita   | James Duckworth          | 3–6, 6–3, 7–6(1) |

### Doppio
| Anno       | Campioni                       | Finalisti                       | Punteggio         |
| ---------- | ------------------------------ | ------------------------------- | ----------------- |
| 2024       | Thomas John Fancutt Jakub Paul | Kokoro Isomura Hikaru Shiraishi | 6–2, 7–5          |
| 2023       | Evan King Reese Stalder        | Ray Ho Calum Puttergill         | 7–5, 6–4          |
| 2022       | Hsu Yu-hsiou Yuta Shimizu      | Masamichi Imamura Rio Noguchi   | 7–6(2), 6–4       |
| 2021- 2020 | Non disputato                  | Non disputato                   | Non disputato     |
| 2019       | Nam Ji-sung Song Min-kyu       | Gong Maoxin Zhang Ze            | 6–3, 3–6, [14–12] |